# Bong (Velden)
De Bong is een buurtschap van 25 huizen en 65 inwoners dat behoort tot het dorp Velden, in de Nederlandse provincie Limburg. De Bong grenst aan Schandelo, en ligt ten noorden van Venlo.
De Bong bestaat uit enkele boerderijen en woningen. De Bong ligt tussen de bossen van de Molendijk en de natuurgebieden Schandelosche Heide en de Ravenvennen. Door Bong stroomt de Haagbeek.